# Langtang
Langtang es una región de Nepal en el norte de Katmandú que hace frontera con Tíbet. El parque nacional de Langtang es el cuarto de Nepal y se estableció en el año 1976 como el primer parque nacional del Himalaya.
Contiene una serie de montañas importantes como uno de los ochomiles, el Shishapangma, que con 8013 m de altura es el decimocuarto pico del mundo. La montaña se encuentra en su totalidad en China, el único de los ochomiles que se encuentra íntegramente en este país.

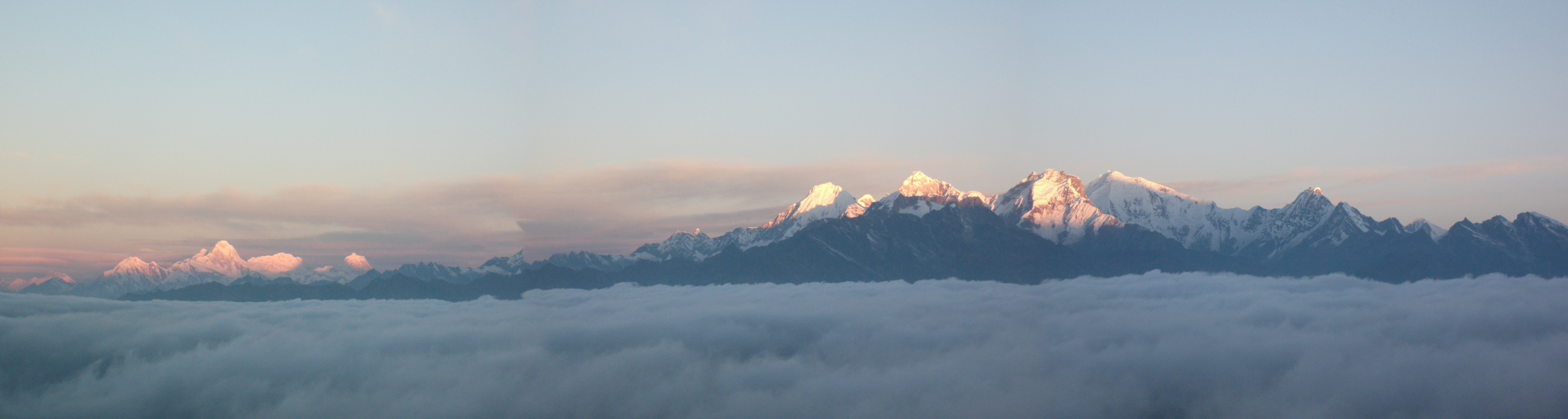
Vista del Himalaya en la cordillera Langtang.

Unas 4500 personas viven en el parque y muchas más vienen del exterior para procurarse madera de sus bosques. El área está habitada por la etnia tamang.
El parque cuenta con una gran variedad de zonas climáticas, desde subtropicales hasta alpinas debido a la gran diferencia de altitud entre las distintas zonas. Aproximadamente el 25 % del parque es bosque. Pueden encontrarse robles y arces, árboles de hoja perennes como el pino y varios tipos de rododendros. En cuanto a fauna, en el parque vive el oso tibetano, un tipo de cabra, la hemitragus jemlahicus, el mono rhesus y el panda rojo. Hay muchas leyendas tibetanas sobre avistamientos del yeti.
El parque incluye lugares relacionados con la religión hinduista. El lago Gosainkunda es sagrado para esta religión y es lugar de peregrinaje en el mes de agosto. Otro lugar espiritual es el monasterio budista de Kyanjin Gompa. 
El parque es muy popular para el turismo, sobre todo para el senderismo, escalada y rafting.